# Mackville
Mackville és una població dels Estats Units a l'estat de Kentucky. Segons el cens del 2000 tenia 206 habitants.

## Demografia
Segons el cens del 2000, Mackville tenia 206 habitants, 93 habitatges, i 59 famílies. La densitat de població era de 209,3 habitants/km².
Dels 93 habitatges en un 21,5% hi vivien nens de menys de 18 anys, en un 53,8% hi vivien parelles casades, en un 8,6% dones solteres, i en un 35,5% no eren unitats familiars. En el 33,3% dels habitatges hi vivien persones soles el 22,6% de les quals corresponia a persones de 65 anys o més que vivien soles. El nombre mitjà de persones vivint en cada habitatge era de 2,22 i el nombre mitjà de persones que vivien en cada família era de 2,8.
Per edats la població es repartia de la següent manera: un 16,5% tenia menys de 18 anys, un 8,7% entre 18 i 24, un 21,4% entre 25 i 44, un 24,8% de 45 a 60 i un 28,6% 65 anys o més.
L'edat mediana era de 47 anys. Per cada 100 dones de 18 o més anys hi havia 81,1 homes.
La renda mediana per habitatge era de 32.250 $ i la renda mediana per família de 43.125 $. Els homes tenien una renda mediana de 31.250 $ mentre que les dones 33.750 $. La renda per capita de la població era de 16.837 $. Entorn del 3,3% de les famílies i el 9% de la població estaven per davall del llindar de pobresa.

## Poblacions més properes
El següent diagrama mostra les poblacions més properes.